# 陈希愈
陈希愈（1911年7月—2000年7月），山西霍州人。中華人民共和國政府官員、中國銀行家。曾擔任中國人民銀行行長、黨組書記。

## 生平
1935年参加中国社会科学家联盟。1936年加入中國共產黨，1937年从北平师范大学体育系毕业。投身抗日戰爭。1939年10月，冀南银行成立时，从八路军129师供给部调任冀南银行政治处主任、冀南银行太行区行首任总经理，1943年任冀南银行副行长。1947年随刘邓大军千里跃进大别山，任中州农民银行总经理。
建国后，任中国人民银行中南区行行长，中共中央中南局财贸委员会副主任。后任中国人民银行副行长。邓小平主持中央工作后，1973年5月任命陈希愈為财政部副部长兼中国人民银行行长、黨組書記，1978年1月1日改任中国人民银行副行长、顾问。1983年被增選為中國人民政治協商會議第五屆全國委員會委員。
2000年逝世。享年八十九歲。